# تشارلز شيهان-مايلز
تشارلز شيهان مايلز (بالإنجليزية: Charles Sheehan-Miles)‏ (مواليد 1971 في أتلانتا، جورجيا، الولايات المتحدة) كاتب ومحامي عن قدامى المحاربين أمريكي.
شيهان-مايلز نشأ في أتلانتا. خدم في جيش الولايات المتحدة في حرب الخليج الثانية عام 1991 كأحد أفراد طاقم دبابة في فرقة المشاة الرابعة والعشرين وتم تكريمه بوسام الشجاعة لمساعدة زملائه من طاقم الإنقاذ خلال معركة الرميلة.
بعد حرب الخليج الثانية أصبح ينتمي إلى العديد من منظمات الدعوة بما في ذلك منصب المدير التنفيذي لمركز موارد حرب الخليج الوطني والمدير التنفيذي لمعهد بحوث السياسة النووية (وهي المنظمة التي أسستها هيلين كالديكوت) وعضو مجلس إدارة في مركز التعليم من أجل السلام في العراق ومؤسس والمدير التنفيذي للمحاربين القدماء من أجل الحس المشترك.
قامت بتأليف الروايات التالية:
- صلاة في الرميلة (2001) (إيسبن 978-0979411403)، صدر تحت رخصة المشاع الإبداعي في عام 2007.
- جمهورية: رواية مستقبل أمريكا (2007) (إيسبن 9780979411427)
- التمرد: كتاب 2 من مستقبل أميركا (2012)
- فقط تذكر أن تنفس (2012)
- أغنية لجوليا (2012)
- الساعة الأخيرة (2013)
- نوكتورن (2013) (مع أندريا راندال)
- هبوط النجوم (2013)
- فتاة من الكذب (2013)
- فتاة الغضب (2014)
- فتاة الانتقام (2014)

ترجمت العديد من رواياته إلى لغات متعددة.

## الوصلات الخارجية
- الموقع الرسمي شارلز شيهان-مايلز